# Cabaray
Cabaray – nieczynny stratowulkan w boliwijskich Andach. Leży między dwoma innymi wulkanami Isluga i Tata Sabaya, niedaleko granicy z Chile.